# Roger Quinche
Roger Quinche (Alschwill, Basel-Landschaft kanton, 1922. július 22. – 1982. szeptember 3.) svájci labdarúgó-fedezet.